# The Other Side of Abbey Road
The Other Side of Abbey Road je osmi studijski album ameriškega džezovskega kitarista Georgea Bensona. Album je izšel leta 1970 pri založbi A&M Records in vsebuje skladbe z albuma Abbey Road, skupine The Beatles. To je bil Bensonov zadnji album, ki je izšel pri založbi A&M Records.

## Sprejem
Recenzor spletnega portala AllMusic, Richard S. Ginell, je o albumu dejal, da gre za »uspešen pop-jazz prevod albuma Beatlov« ter da »je vprašanje, če je bil ta album všeč tudi Beatlom.«

## Seznam skladb
Vse skladbe sta napisala John Lennon in Paul McCartney, razen kjer je posebej napisano.
| Št.             | Naslov                                                                                               | Dolžina |
| --------------- | --- | ------- |
| 1.              | „Golden Slumbers / You Never Give Me Your Money‟                                                     | 4:47    |
| 2.              | „Because / Come Together‟                                                                            | 7:26    |
| 3.              | „Oh! Darling‟                                                                                        | 4:01    |
| 4.              | „Here Comes the Sun / I Want You (She's So Heavy)‟ (George Harrison, John Lennon, Paul McCartney)    | 9:00    |
| 5.              | „Something / Octopus's Garden / The End‟ (George Harrison, John Lennon, Paul McCartney, Ringo Starr) | 6:22    |
| Skupna dolžina: | Skupna dolžina:                                                                                      | 31:36   |

## Osebje

### Glasbeniki
- George Benson – kitara, vokal
- Freddie Hubbard – trobenta
- Mel Davis, Bernie Glow, Marvin Stamm – trobenta, krilnica
- Wayne Andre – trombon, evfonij
- Don Ashworth – bariton saksofon
- Sonny Fortune – alt saksofon
- Jerome Richardson – tenor saksofon, klarinet, flavta
- Phil Bodner – flavta, oboa
- Hubert Laws – flavta
- Herbie Hancock, Ernie Hayes, Bob James – klavir, orgle, čembalo
- Ron Carter, Jerry Jemmott – bas kitara
- Ed Shaughnessy, Idris Muhammad – bobni
- Ray Barretto, Andy Gonzalez – tolkala
- Don Sebesky - aranžmaji
- Raoul Poliakin, Max Pollikoff – violina
- George Ricci – čelo
- Emanuel Vardi – viola

### Produkcija
- Producent: Creed Taylor
- Oblikovanje: Sam Antupit
- Fotografija: Eric Meola